# Nghịch lý đường bờ biển
Nghịch lý đường bờ biển là sự quan sát mang tính phản trực giác nói rằng đường bờ biển của một vùng đất liền thì không hề có chiều dài được xác định rõ. Điều này là do các thuộc tính kiểu fractal của đường bờ biển mà nên, tức là, thực tế rằng đường bờ biển thường có số chiều fractal (điều trong thực tế khiến ý niệm về độ dài là bất khả áp dụng). Lewis Fry Richardson là người đầu tiên ghi chép quan sát của mình về hiện tượng này và nó đã được Benoit Mandelbrot mở rộng.
'Độ dài đo được của đường bờ biển' phụ thuộc vào phương pháp được sử dụng để đo lường nó và phụ thuộc vào mức độ tổng quát hóa bản đồ. Do một 'vùng đất liền' có các đặc trưng ở mọi quy mô, 'kích thước đặc trưng' có từ hàng trăm ki-lô-mét đến các phần mi-li-mét tí ti và trở xuống nữa, nên khi đo lường, không hề có kích thước hiển nhiên nào về đặc trưng nhỏ nhất mà người ta cần tính đến, và do đó, với vùng đất liền, không hề có chu vi duy nhất nào có thể được xác định rõ. Khi các 'giả định đặc thù' được đặt ra về kích thước đặc trưng tối thiểu, thì tồn tại các phép xấp xỉ khác nhau. 
Vấn đề này về căn cơ thì khác với việc đo lường những mép cạnh khác mang tính đơn giản hơn. Chẳng hạn, có thể đo chính xác chiều dài của 'một thanh kim loại thẳng trong lý tưởng' bằng cách sử dụng thiết bị đo lường để xác định rằng độ dài đấy nhỏ hơn một lượng nhất định và lớn hơn một lượng khác – nghĩa là đo nó bên trong một sai số đo lường nhất định. Thiết bị đo càng chính xác, kết quả sẽ càng gần với chiều dài thực của cạnh. Tuy nhiên, khi đo đường bờ biển, phép đo chi tiết hơn thì lại không hề đưa đến chuyện tăng độ chính xác – phép đo đấy chỉ làm tăng về độ dài mà thôi; không như với thanh kim loại kia, không hề có cách nào để có được giá trị tối đa cho chiều dài của đường bờ biển cả. 
Trong không gian ba chiều, nghịch lý đường bờ biển dễ dàng được nối dài lên khái niệm bề mặt fractal mà theo đó diện tích của một bề mặt thì biến thiên tùy thuộc vào độ phân giải đo lường.

## Khía cạnh toán học
Khái niệm cơ bản về chiều dài thì bắt nguồn từ Khoảng cách Euclid. Trong hình học Euclid, một đường thẳng biểu thị khoảng cách ngắn nhất giữa hai điểm. Đường này chỉ có một độ dài. Trên bề mặt của một hình cầu, điều này được thay thế bằng chiều dài trắc địa (còn gọi là chiều dài vòng tròn lớn), được đo dọc theo đường khúc (đường cong) bề mặt có tồn tại trong mặt phẳng chứa cả điểm cuối và tâm của hình cầu. Độ dài của các đường khúc cơ bản thì rắc rối hơn nhưng cũng có thể được tính toán. Đo bằng thước kẻ thì người ta có thể tính xấp xỉ độ dài của đường khúc (cụ thể ở đây là đường cong) bằng cách cộng tổng của các đoạn thẳng nối các điểm: 
Sử dụng ít đoạn thẳng để tính xấp xỉ độ dài của đường khúc thì sẽ tạo ra ước lượng thấp hơn độ dài thực; nếu tăng số lượng các đoạn thẳng lên nhiều hơn, tổng đấy sẽ tiếp cận độ dài thực của đường khúc. Có thể tìm ra giá trị chính xác cho độ dài này bằng cách sử dụng vi tích phân – nhánh toán học giúp tính toán các khoảng cách nhỏ li ti. Hoạt họa sau đây minh họa cách mà chúng ta có thể định rõ một độ dài chính xác một cách có ý nghĩa cho một đường khúc trơn nhẵn: 
Tuy nhiên, không phải tất cả các đường khúc đều có thể được đo lường theo cách này. Theo định nghĩa, một fractal là một đường khúc có độ phức tạp thay đổi theo thang đo. Trong khi phép xấp xỉ một đường khúc trơn nhẵn có xu hướng tiến đến một giá trị đơn nhất khi độ chính xác của phép đo tăng lên, thì giá trị đo được cho một fractal lại không hội tụ.
Vì chiều dài của đường khúc fractal luôn phân kỳ tới vô cực, nên nếu người ta đo đường bờ biển với độ phân giải vô cùng hoặc gần vô cùng, thì độ dài của các đoạn khúc khuỷu vô hạn trong đường bờ biển sẽ cộng lên vô cùng. Tuy nhiên, con số này dựa trên giả định rằng không gian có thể được chia nhỏ thành các phần nhỏ vô cùng. Giá trị chân lý của giả định – được làm nền cho hình học Euclid và dùng như một mô hình hữu ích trong việc đo lường hằng ngày – này là một vấn đề của tư biện triết học, và có thể có hoặc không phản ánh các thực tế hay biến đổi của "không gian" và "khoảng cách" tại mức nguyên tử (xấp xỉ quy mô của một na-nô-mét). Chẳng hạn, độ dài Planck – nhỏ nhiều bậc cỡ hơn một nguyên tử – được đề xuất làm đơn vị đo lường nhỏ nhất có thể trong vũ trụ. 
Các đường bờ biển về mặt kiến tạo đều mang tính ít minh xác hơn những 'fractal trong lý tưởng' như tập Mandelbrot bởi vì chúng được hình thành bởi nhiều sự kiện tự nhiên khác nhau, các sự kiện đấy tạo ra các mô thức theo những cách mang tính ngẫu nhiên thống kê, trong khi đó các 'fractal trong lý tưởng' đều được hình thành thông qua các lần lặp lại của các 'trình tự đơn giản, mang tính công thức'.

### Trích dẫn
1. ↑  Weisstein, Eric W., "Coastline Paradox" từ MathWorld.
2. ↑  Mandelbrot, Benoit (1983). The Fractal Geometry of Nature. W.H. Freeman and Co. 25–33. ISBN 978-0-7167-1186-5.
3. ↑  Post & Eisen, p. 550. (see below)
4. ↑  Heinz-Otto Peitgen, Hartmut Jürgens, Dietmar Saupe, Chaos and Fractals: New Frontiers of Science; Spring, 2004; p. 424.